# Bač (Servië)
Bač (Servisch: Бач, Hongaars: Bács , Duits: Batsch) is een gemeente in het Servische district Zuid-Bačka in Vojvodina.
Bač telt 16.268 inwoners (2002). De oppervlakte bedraagt 367 km², de bevolkingsdichtheid is 44,3 inwoners per km².

## Taal
Naast Servisch, gebruikt de gemeentelijke administratie ook het Slowaaks en Hongaars als officiële talen.

## Bevolkingssamenstelling
De gemeente had tijdens de volkstelling in 2011 14.405 inwoners waarvan:
- 6.750 Serven (46,86%)
- 2,845 Slowaken (19,75%)
- 1,209 Kroaten (8,39%)
- 958 Hongaren (6,65%)
- 764 Roma (5,30%)
- 304 Roemenen (2,11%)
- 171 Moslims (1,19%)
- 1404 overigen en niet opgegeven nationaliteit.

## Geschiedenis
De oudste verwijzing naar Bač op schrift komt van de Byzantijnse keizer Justinianus I in het jaar 535. In 873 werd ook het fort genoemd. In de 10e eeuw werd de regio onderdeel van het Hongaarse koninkrijk.
In de middeleeuwen werd het Fort van Bač gebouwd. Het stadje was het vroegere centrum van het Bisdom Subotica.

## Plaatsen in de gemeente
Gemeente Bač omvat de volgende plaatsen:
- Bač
- Bačko Novo Selo
- Bođani
- Mali Bač
- Vajska (met de nederzettingen Labudnjača en Živa)
- Plavna
- Selenča

## bezienswaardigheden
- Fort van Bač

## Zustersteden
- Vlist - Nederland
- Vukovar - Kroatië
- Senica - Slowakije